# Stazione di Poschiavo
La stazione di Poschiavo è una stazione ferroviaria della ferrovia del Bernina, il principale scalo dell'omonimo comune svizzero. È gestita dalla Ferrovia Retica (RhB).

## Storia
I lavori di costruzione della parte meridionale della ferrovia del Bernina, fra Tirano e Poschiavo, iniziarono il 16 luglio 1906, dopo che ci fu una cerimonia inaugurale il 1º maggio dello stesso anno, e terminarono nel giugno 1908.
Il primo treno della Berninabahn (BB), proveniente da Tirano, arrivò il 6 giugno 1908, mentre il collaudo del tratto Tirano-Poschiavo si tenne il 13 dello stesso mese. Il 1º luglio la linea fu aperta al servizio pubblico fra le due stazioni e la cerimoniale inaugurale si tenne il 5 luglio.
Lo scalo poschiavino rimase di testa fino all'apertura del tronco diretto alla stazione di Ospizio Bernina che avvenne il 5 luglio 1910: a quel punto fu attivato il servizio Tirano-Sankt Moritz percorrente l'intera linea. In tale occasione, non ci fu alcuna cerimonia inaugurale.
La stazione fu gestita dalla BB fino al 1943, quando la società ferroviaria su assorbita dalla RhB.

## Strutture e impianti
La stazione è dotata di un fabbricato viaggiatori con sala d'attesa e ufficio postale.
Il piazzale è composto da due binari passanti e da diversi binari di scalo, a servizio delle rimesse ricovero e dell'officina di riparazione. Una sola banchina, lato est, garantisce l'accesso ai treni da parte dei viaggiatori.

## Movimento

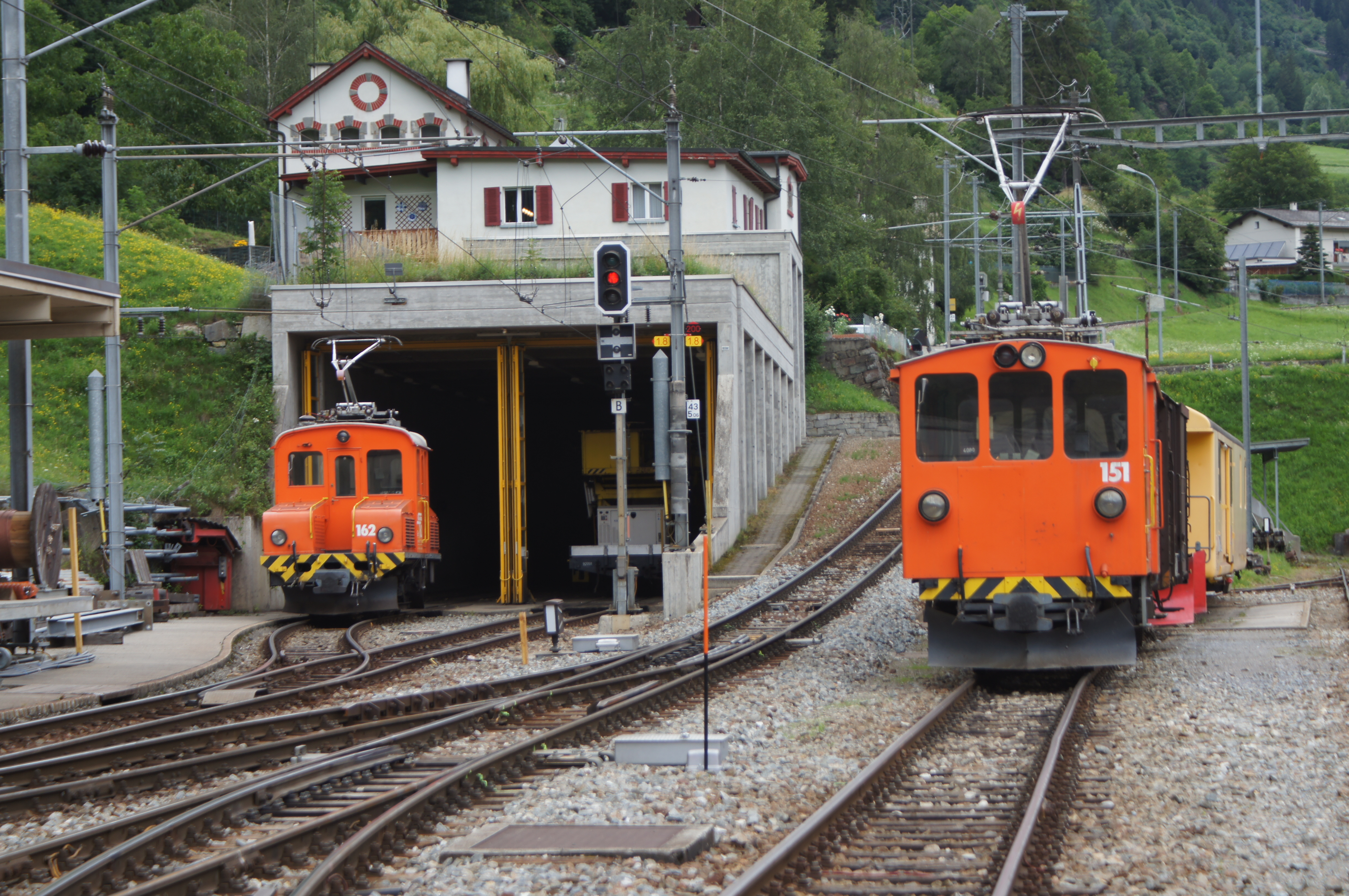
Le locomotive elettriche Ge 2/2 162 e De 2/2 151 in manovra a Poschiavo

L'impianto è servito dai treni regionali della relazione Tirano-Sankt Moritz e dai Personenzug Express (PE) Bernina Express (Tirano-Coira/Sankt Moritz).
Per il servizio di manovra a servizio dell'officina e del trasporto merci della linea, la stazione è dotata di locomotive elettriche tipo Ge 2/2 e De 2/2.

## Interscambi
Presso il piazzale a meridione del fabbricato viaggiatori, è presente lo stallo del capolinea delle autopostali extraurbane per Livigno, Campocologno, Pedecosta e Selva, oltre che la fermata del servizio autosostitutivo per la stazione di Tirano.